# 香港電影金像獎最佳兩岸華語電影
香港電影金像獎最佳兩岸華語電影是曾經頒發的獎項，由2012年起頒發，取代過去的「最佳亞洲電影」（2002年至2011年），表揚兩岸傑出的華語電影。其後於第39屆（2020年）開始，被「最佳亞洲華語電影」所取代。

## 參選資格
如下：
1. 連續7天內，於五十個座位以上的香港影院作公開售票放映，放映場數不得少於5場。
2. 影片長度須為60分鐘或以上。
3. 電影的二分之一對白內容須為華語（但不包括配音），若電影無對白，則以原片中的字幕對白是否中文為準則。
4. 至少一間出品公司為內地，或臺灣合法註冊公司，並須以出品身份記名於該片的片頭或片尾字幕中。

## 獲獎與提名
|  | 获奖者 |

### 2010年代（2012 — 2019 年）
| 年份 （屆次）     | 片名                         | 導演         | 地區     | 來源  |
| ----------------- | ---------------------------- | ------------ | -------- | ----- |
| 2012年 （第31屆） | 《那些年，我們一起追的女孩》 | 九把刀       | 臺灣     | [ 2 ] |
| 2012年 （第31屆） | 《賽德克·巴萊》              | 魏德聖       | 臺灣     | [ 2 ] |
| 2012年 （第31屆） | 《非誠勿擾2》                | 馮小剛       | 中國大陸 | [ 2 ] |
| 2012年 （第31屆） | 《金陵十三釵》               | 張藝謀       | 中國大陸 | [ 2 ] |
| 2012年 （第31屆） | 《星空》                     | 林書宇       | 臺灣     | [ 2 ] |
| 2013年 （第32屆） | 《一九四二》                 | 馮小剛       | 中國大陸 | [ 3 ] |
| 2013年 （第32屆） | 《女朋友。男朋友》           | 楊雅喆       | 臺灣     | [ 3 ] |
| 2013年 （第32屆） | 《失恋33天》                 | 滕華濤       | 中國大陸 | [ 3 ] |
| 2013年 （第32屆） | 《畫皮II》                   | 烏爾善       | 中國大陸 | [ 3 ] |
| 2013年 （第32屆） | 《愛》                       | 鈕承澤       | 臺灣     | [ 3 ] |
| 2014年 （第33屆） | 《致我們終將逝去的青春》     | 趙薇         | 中國大陸 | [ 4 ] |
| 2014年 （第33屆） | 《逆光飛翔》                 | 張榮吉       | 臺灣     | [ 4 ] |
| 2014年 （第33屆） | 《王的盛宴》                 | 陸川         | 中國大陸 | [ 4 ] |
| 2014年 （第33屆） | 《人再囧途之泰囧》           | 徐崢         | 中國大陸 | [ 4 ] |
| 2014年 （第33屆） | 《一首搖滾上月球》           | 黃嘉俊       | 臺灣     | [ 4 ] |
| 2015年 （第34屆） | 《歸來》                     | 張藝謀       | 中國大陸 | [ 5 ] |
| 2015年 （第34屆） | 《等一個人咖啡》             | 江金霖       | 臺灣     | [ 5 ] |
| 2015年 （第34屆） | 《无人区》                   | 寧浩         | 中國大陸 | [ 5 ] |
| 2015年 （第34屆） | 《白日焰火》                 | 刁亦男       | 中國大陸 | [ 5 ] |
| 2015年 （第34屆） | 《軍中樂園》                 | 鈕承澤       | 臺灣     | [ 5 ] |
| 2016年 （第35屆） | 《刺客聶隱娘》               | 侯孝賢       | 臺灣     | [ 6 ] |
| 2016年 （第35屆） | 《推拿》                     | 婁燁         | 中國大陸 | [ 6 ] |
| 2016年 （第35屆） | 《山河故人》                 | 賈樟柯       | 中國大陸 | [ 6 ] |
| 2016年 （第35屆） | 《狼圖騰》                   | 讓-雅克·阿諾 | 中國大陸 | [ 6 ] |
| 2016年 （第35屆） | 《我的少女時代》             | 陳玉珊       | 中國大陸 | [ 6 ] |
| 2017年 （第36屆） | 《一路順風》                 | 鍾孟宏       | 臺灣     | [ 7 ] |
| 2017年 （第36屆） | 《火鍋英雄》                 | 楊慶         | 中國大陸 | [ 7 ] |
| 2017年 （第36屆） | 《再見瓦城》                 | 趙德胤       | 臺灣     | [ 7 ] |
| 2017年 （第36屆） | 《老炮兒》                   | 管虎         | 中國大陸 | [ 7 ] |
| 2017年 （第36屆） | 《我不是潘金蓮》             | 馮小剛       | 中國大陸 | [ 7 ] |
| 2018年 （第37屆） | 《大佛普拉斯》               | 黃信堯       | 臺灣     | [ 8 ] |
| 2018年 （第37屆） | 《血觀音》                   | 楊雅喆       | 臺灣     | [ 8 ] |
| 2018年 （第37屆） | 《芳華》                     | 馮小剛       | 中國大陸 | [ 8 ] |
| 2018年 （第37屆） | 《乘風破浪》                 | 韓寒         | 中國大陸 | [ 8 ] |
| 2018年 （第37屆） | 《戰狼2》                    | 吳京         | 中國大陸 | [ 8 ] |
| 2019年 （第38屆） | 《我不是藥神》               | 文牧野       | 中國大陸 | [ 9 ] |
| 2019年 （第38屆） | 《江湖兒女》                 | 賈樟柯       | 中國大陸 | [ 9 ] |
| 2019年 （第38屆） | 《你好，之華》               | 岩井俊二     | 中國大陸 | [ 9 ] |
| 2019年 （第38屆） | 《邪不壓正》                 | 姜文         | 中國大陸 | [ 9 ] |
| 2019年 （第38屆） | 《嘉年華》                   | 文晏         | 中國大陸 | [ 9 ] |

## 外部連結
- 香港電影金像獎官方網站 （页面存档备份，存于）